# Fan gun ba! Dan chao fan
Fan gun ba! Dan chao fan (caratteri cinesi: 翻滚吧！蛋炒饭; titolo internazionale Rolling Love) è una serie televisiva taiwanese con protagonisti Jiro Wang dei Fahrenheit, Genie Zhuo e Danson Tang. È andata in onda tutte le domeniche dal 4 maggio al 20 luglio 2008, sui canali televisivi CTV e GTV.
Originariamente, il personaggio di Danson Tang avrebbe dovuto essere interpretato da Aaron Yan, compagno di gruppo di Jiro Wang nei Fahrenheit, ma è stato chiamato a recitare come protagonista in un altro drama, Pi Li MIT, lasciando il ruolo vacante a Tang.

Le sigle di apertura e di chiusura del drama sono cantate rispettivamente dai Fahrenheit e da Genie Zhuo.

## Trama
Leng Lie (Danson Tang) è il rampollo di una famiglia ricca e chef acclamato in tutto il mondo per la sua cucina quasi perfetta, ammirato dagli altri chef come rappresentante degli standard più alti, oltre che capace di esibizioni di cucina a tempo di musica classica. Ma nel cuore di Leng Lie giace una grande sofferenza. Egli è amico d'infanzia della cantante e compositrice Guan Xiao Shu (Genie Zhuo), della quale è innamorato da tempo. Due anni prima della storia narrata, il giorno di san Valentino, Leng Lie aveva deciso di dichiarare il suo amore a Xiao Shu, ma per coincidenza quello stesso giorno la ragazza era incappata in un incidente stradale, rimanendo completamente cieca. Pieno di sensi di colpa, Leng Lie aveva giurato di proteggerla per sempre, ma Xiao Shu aveva rifiutato un amore basato sul rimorso.
Le peripezie di Xiao Shu iniziano quando un giorno, per caso, entra nel minuscolo ristorante Fried Rice with Egg. Il semplicissimo riso fritto con l'uovo che mangia nel ristorantino ha uno strano effetto su di lei, rilassandola e facendole dimenticare ogni brutto pensiero. Ancora più strano è che il cuoco che ha cucinato quel riso, Mi Qi Lin (Jiro Wang), non sa cucinare altro che quello. Sebbene egli abbia un talento nascosto per la cucina, si basa solo sulle abilità che il defunto padre gli aveva insegnato. Solo con queste è riuscito a farsi un nome nel suo villaggio, ed ogni giorno prepara 100 piatti di riso fritto all'uovo che vanno a ruba tra i suoi concittadini.

Col tempo, Mi Qi Lin e Xiao Shu diventano amici. Lei fa scoprire all'inesperto cuoco i mille sapori ed odori del buon cibo e dei suoi ingredienti, mentre lui le insegna uno stile di vita spensierato ed indipendente, nonostante la cecità di lei. Leng Lie, nel frattempo, diventa grande amico di Mi Qi Lin, ma si trova ad assistere allo sviluppo dei sentimenti tra lui e la sua amata,
e alla fine Mi Qi Lin e Leng Lie stanno insieme.

## Cast esteso
- Jiro Wang: Michelin (Mi Qi Lin) 米麒麟
- Danson Tang: Leng Lie 冷冽
- Genie Zhuo: Guan Xiao Shu 關小舒
- Albee Huang: Wasabi 哇莎比
- Huang Wan Bo: Cai Shan Cheng 蔡山城
- Huang Jia Qian: Nancy
- Lance Yu: Jerry
- Queena Liu: Tilly
- Yun Zhong Yue: Leng Zhong Tian 冷中天
- Huang Xi Tian (黃西田): Lin Wan Fu 林萬福
- Bu Xue Liang: Fu Ye 福爺
- Ge Lei (葛蕾): presidente
- A Jiao (阿嬌): Ah Hao Yi 阿好姨
- Jin Wen (僅雯): Gui Po Po 鬼婆婆
- Shan Cheng Ju (單承矩): Guo Hong 國弘
- Chen Han Dian (陳漢典): malvivente
- Chen Zhen Wei (陳振瑋): malvivente
- Xie Zheng Hao: ospite
- Chen Wen Xiang: ospite
- Han Juan Kai (韓雋凱): dottore
- Judy Fukumoto (福本幸子): Qiu Lin 仇琳
- Zhang Ya Lan (張亞蘭): Xiao Rou
- Wang Yi Wen
- Xu Yu Zhen (煦于蓁/羽兒)
- Ah Mai Er (阿脈兒)
- Li Jia Wen: Yi Xiong 義雄
- Li Bing Yi (李秉億): malvivente
- Ba Yu: esattore di debiti senza casa